# Коэффициент размножения на быстрых нейтронах
Коэффициент размножения на быстрых нейтронах {\displaystyle \mu } — величина, показывающая в ходе цепной ядерной реакции в реакторе на тепловых нейтронах, во сколько раз больше  нейтронов образуется при
делениях, включающих вызванные быстрыми нейтронами, по сравнению с делениями только за счёт тепловых нейтронов.

## Размножение на быстрых нейтронах
В реакторах на тепловых нейтронах происходит размножение на быстрых нейтронах, если в ядерном горючем присутствует изотоп, способный к вынужденному делению при взаимодействии с быстрыми нейтронами. В этом случае такие деления дополнительно увеличивают количество нейтронов, разгоняя цепную реакцию. Коэффициент размножения на быстрых нейтронах равен отношению числа нейтронов, образующихся с делениями ядер под действием быстрых нейтронов, к количеству нейтронов, порождённых без таких делений.   
Коэффициент размножения на быстрых нейтронах зависит от состава топлива и формы реактора. В реакторах на тепловых нейтронах с ядерным топливом из слабообогащённого урана концентрация 238U в несколько раз больше концентрации 235U. Быстрые нейтроны с энергией {\displaystyle E_{n}>1{,}0} МэВ вызывают гораздо меньше делений ядер 235U, чем делений 238U. Поэтому вклад ядер первого изотопа в размножение быстрых нейтронов обычно не учитывают, тогда как второй оказывает заметное влияние. 

### Гомогенная среда
В гомогенной активной зоне ядра 238U окружены большим количеством ядер замедлителя. Нейтроны деления, проникая через это окружение, с большей вероятностью испытывают столкновения с лёгкими ядрами замедлителя. При этом нейтроны теряют энергию, которая становится ниже порога деления 238U — то есть, большинство быстрых нейтронов замедляются и не могут спровоцировать деление ядер этого изотопа. Поэтому, коэффициент размножения на быстрых нейтронах в гомогенных реакторах близок к единице.

### Гетерогенная среда
В гетерогенном реакторе нейтроны деления сначала движутся в ТВЭЛах среди ядер 238U в отсутствии замедлителя. Поэтому в гетерогенном реакторе столкновение нейтрона с ядром 238U и последующее деление имеет значительно большую вероятность, чем в гомогенном реакторе. Её значение тем выше, чем выше количество ядер 238U на пути быстрого нейтрона. Это зависит от размеров ТВЭЛов, концентрации 238U, а также от шага решётки расположения ТВЭЛов {\displaystyle a}. К примеру, при большей толщине ТВЭЛа путь нейтрона длиннее, чем при меньшей — значит, и коэффициент размножения на быстрых нейтронах в первом случае больше, чем во втором. 
Если шаг решётки {\displaystyle a} намного превосходит длину рассеяния быстрого нейтрона в замедлителе {\displaystyle \lambda _{S}}, то большинство нейтронов, попадающих в другой ТВЭЛ, замедляются до энергий {\displaystyle E_{n}<1{,}0} МэВ, чего недостаточно для существенного количества делений 238U. Поэтому для решёток с шагом {\displaystyle a\gg \lambda _{S}} размножение на быстрых нейтронах практически не выходит за пределы ТВЭЛа — следовательно, коэффициент {\displaystyle \mu } определяется только размерами и составом ТВЭЛа. Например, для стержней радиуса {\displaystyle R}, состоящих из природного урана:
{\displaystyle \mu \approx 1+1{,}75\cdot 10^{-2}R}.
В водо-водяных реакторах ТВЭЛы образуют тесную решетку ({\displaystyle a\ll \lambda _{S}}). Таким расположением ТВЭЛов уменьшают поглощение тепловых нейтронов в воде. В тесных решётках нейтроны деления могут пройти через несколько ТВЭЛов до замедления ниже пороговой энергии деления 238U. Наиболее высок коэффициент размножения на быстрых нейтронах в ВВЭР. Для отношения количества ядер водорода и 238U {\displaystyle N_{H}/N_{8}>3} коэффициент размножения на быстрых нейтронах рассчитывают по приближённой формуле:
{\displaystyle \mu \approx 1+0{,}22\cdot N_{8}/N_{H}}.
Рассчитаем коэффициент размножения на быстрых нейтронах:
1. Для уран-графитовой решётки с {\displaystyle a} = 14 см и диаметром стержня из природного урана 3 см. Длина рассеяния в графите {\displaystyle \lambda _{S}} = 2,5 см, поэтому можно считать, что {\displaystyle a\gg \lambda _{S}}. Следовательно, {\displaystyle \mu =1+1{,}75\cdot 10^{-2}\cdot 3/2\approx 1{,}026}.
2. Для ВВЭР с {\displaystyle N_{H}/N_{8}\geqslant 5}: {\displaystyle \mu \approx 1+0{,}22\cdot 1/5=1{,}044}.